# Walter Schaub Fenner
Walter Schaub Fenner (Los Sauces, 23 de diciembre de 1889 - Chiguayante, 10 de febrero de 1975) fue un inventor chileno.

## Biografía
Walter Schaub nació en la comuna de Chiguayante, Concepción y desde pequeño en su vida participó activamente en el emprendimiento familiar, la fábrica de sacos de papel y cartón llamada Schaub,comienza a desarrollar, junto a su padre -Wilhelm Schaub- planos para una nueva máquina que les permitiría hacer bolsas de papel con fondo cuadrado, o fondo plano, inquietud que nace al observar la incomodidad de la clásica bolsa saco que no estaba hecha para estar de pie.
Es así como en 1909, Walter viaja a Alemania para desarrollar, junto a la empresa Windmöller & Hölscher su nuevo invento, el cual tuvo gran aceptación. Se procedió a construir un primer prototipo en madera, para comprobar su correcto funcionamiento y al darse cuenta de que efectivamente funcionaba y suponía una innovación para la empresa, decidieron construir una máquina en metal y como retribución la fábrica Alemana obsequió a Walter Schaub dos máquinas las cuales enviarían vía barco y en el bolso de viaje del inventor, dos máquinas para la fábrica Schaub. 
Walter vuelve satisfecho a Chile ansioso por contarle a su padre los éxitos de sus inventos y llevando en su maleta algunas partes de las máquinas. Luego de algunos meses las máquinas llegan al puerto y se incorporan rápidamente a la industria, significando pasar desde un taller artesanal a una pequeña industria con procesos mecanizados. 
El 7 de octubre de 1925, asume como primer alcalde de Chiguayante teniendo como secretario a don René Gárate y vocal don Jorge Wilson. Las sesiones eran el primer y tercer sábado de cada mes, ocupando como recinto municipal las dependencias de la familia Schaub.
Bernardo O'Higgins, padre de la patria, incorpora a Chiguayante a la división administrativa del país. Sin embargo, el 30 de diciembre de 1927, nuevamente bajo Decreto presidencial, se relega a Chiguayante a Subdelegación de Concepción (la comuna duró un año, 11 meses y 23 días.
Fue siempre conocido como un hombre involucrado en la modernización de Chiguayante durante su proceso de expansión, creó en 1925 junto a otros vecinos la Junta de adelante, equipo que pretendía resolver o paliar algunos de los problemas básicos del pueblo. Se extrae de una revista Chiguayantina llamada 'Homenaje a Chiguayante', impresa por la Escuela tipográfica Salesiana de Concepción el siguiente extracto:
“Nosotros lo llamaríamos el hombre múltiple, porque no hay actividad de progreso donde su figura y su entusiasmo no estén presentes. El Deportivo Schaub, de su fábrica, debe a él un prestigio que el tiempo se ha encargado de Señalar. Gran deportista y mejor Chileno, don Walter Schaub se tiene ganado un Chiguayante un cariño que no conoce dimensiones."
Walter falleció en 1975 a los 85 años, dejando a cargo de la empresa a sus dos hijos mayores.

## Línea de tiempo
- 1909 - 1911: Viaja a Alemania a desarrollar la nueva máquina para fabricación de sobres de fondo cuadrado.
- 1925: Walter Schaub crea junto a otros vecinos la Junta de Adelante, equipo que pretendía resolver o paliar algunos de los problemas básicos del pueblo.
- 1975: Fallece Walter Schaub a los 85 años, dejando a cargo de la empresa a sus hijos.
- 1998: fue reconocido con la "Orden al mérito ciudadano", por la municipalidad de Chiguayante, post mortem.